# سارا بجلک
سارا بجلک (انگلیسی: Sára Bejlek؛ زادهٔ ۳۱ ژانویهٔ ۲۰۰۶) یک تنیس‌باز اهل چک است. سارا بجلک در هروشووانی ناد یویشووکوو در 31 ژانویه 2006 به دنیا آمد